# Bollywood Movie Award
Der Bollywood Movie Award war ein Filmpreis, der bis 2007 jährlich in Long Island, New York, USA verliehen wurde. Der Preis widmete sich der Bollywoodfilmindustrie. Die Preisverleihung wurde 1992 von Kamal Dandona, dem Chef von The Bollywood Group, mit dem Namen „Nataraj Awards“ eingeführt. 1997 wurde er in „Bollywood Movie Awards“ umbenannt. Auch internationale Stars wie Michael Jackson, Sharon Stone und Richard Gere wurden bei den Bollywood Movie Awards ausgezeichnet. Bollywoodfans aus aller Welt konnten ihre Stimmen in allen Kategorien auf der offiziellen Webseite abgeben.

## Preise

### Künstlerische Preise
- Bester Film
- Beste Regie
- Bester Hauptdarsteller
- Beste Hauptdarstellerin
- Bester Nebendarsteller
- Beste Nebendarstellerin
- Bester Schurke
- Bester Komiker
- Bester Debütant
- Beste Debütantin
- Sensationellster Darsteller
- Sensationellste Darstellerin
- Bester Liedtext
- Beste Musik
- Bester Playbacksänger
- Beste Playbacksängerin
- Bestes Kostüm
- Lebenswerk
- Humanitarian Award
- Pride of India Award
- Woman of Consience Award
- Bollywood Movie Award/Movie Mogul Award an Bharat Shah für Dil Se (1999)
- Bollywood Movie Award/Satyajit Ray Award an Yash Chopra (1999)
- Bollywood Movie Award/Special Award - Evergreen Star of the Millennium Award an Dev Anand (2001)
- Bollywood Movie Award/Real Life Hero Award an Anupam Kher (2001)
- Bollywood Movie Award/Friend of India Award an Frank Pallone (2003)
- Bollywood Movie Award/Producer of the Year an Pritish Nandy PNC (2003)
- Bollywood Movie Award/Lifetime of Glamour an Zeenat Aman (2003)
- Bollywood Movie Award/International Action Super Star an Jean-Claude Van Damme (2004)
- Bollywood Movie Award/Goodwill Ambassador an Reema (2004)
- Bollywood Movie Award/American Dream Award an Sheeraz für Tinseltown (2004)
- Bollywood Movie Award/Bollywood Ambassador to Hollywood 2005 an Sheeraz für Tinseltown (2005)
- Bollywood Movie Award/Outstanding Contribution to Global Entertainment an Danny Glover (2007)
- Bollywood Movie Award/Honorary Award for Contribution to India Cinema an Ken Naz von Eros Entertainment (2007)

### Technische Preise
- Beste Choreografie
- Beste Story
- Bester Dialog
- Beste Kamera
- Bester Ton
- Bester Schnitt
- Bestes Szenenbild
- Bestes Drehbuch
- Bollywood Movie Award/Bestes Bild an Anshumaan Swami von Applause Entertainment für Black (2006)

### Kritikerpreis
- Bester Darsteller
- Beste Darstellerin
- Bollywood Movie Award/Kritikerpreis – Beste Choreografie an Farah Khan für Kaho Naa... Pyaar Hai (2001)